# 9.ª Flota (Japón)
La 9.ª Flota (第九艦隊, Dai-kyū Kantai) fue una flota de la Armada Imperial Japonesa creada durante la Segunda Guerra Mundial.

## Historia
Establecida el 15 de noviembre de 1943, la 9.ª Flota de la Armada Imperial Japonesa fue una unidad establecida para dirigir las operaciones navales japonesas en Nueva Guinea. Los barcos y el equipo de la 9.ª Flota de la Armada Imperial Japonesa estaban bajo el control operativo de la Flota del Área Sudeste. Brindó apoyo a las tropas japonesas en la costa norte de Nueva Guinea y también administró las 2.ª y 7.ª Unidades de Base de las fuerzas terrestres asignadas para ocupar el norte de Nueva Guinea. Cuando se estableció la 9.ª Flota, gran parte de Nueva Guinea ya había sido recuperada por las fuerzas estadounidenses con la Operación Cartwheel, y la 9.ª Flota poco más podía hacer que proporcionar apoyo defensivo y suministros limitados.
En marzo de 1944, los supervivientes de las dos Unidades Base se fusionaron en la 27.ª Unidad Especial de Base, momento en el cual la 9.ª Flota quedó bajo el control operativo de la Flota del Área Sudoeste. Se disolvió el 10 de julio de 1944.

## Comandantes

### Comandante en Jefe
| Rango         | Nombre         |                                               |
| ------------- | -------------- | --------------------------------------------- |
| Vicealmirante | Yoshikazu Endo | 15 de noviembre de 1943 - 10 de julio de 1944 |

### Jefe de Estado Mayor
| Rango           | Nombre       |                                             |
| --------------- | ------------ | ------------------------------------------- |
| Contraalmirante | Masaki Ogata | 15 de noviembre de 1943 - 3 de mayo de 1944 |